# Точка присутствия
Точка присутствия (POP — Point of presence) — место расположения оборудования оператора связи (провайдера), к которому возможно подключение клиентов. Обычно это узел связи или датацентр, возможно, отдельная единица коммуникационного оборудования, вынесенная ближе к месту концентрации потенциальных клиентов, например, в офисное здание.
Данный термин применяется при планировании сетей передачи данных, при расчёте их стоимости. Обычно провайдер, оказывающий услуги по подключению к сети или передаче данных, указывает стоимость своих услуг именно в точке присутствия. Для определения же полной стоимости следует учесть построение (аренду) и эксплуатацию канала связи от точки присутствия до оборудования клиента (так называемой последней мили). Поэтому при планировании сетей территориальное расположение точек присутствия различных провайдеров имеет не меньшее значение, чем стоимость и технические характеристики их услуг.